# آرامگاه علی بن بابویه قمی
بقعه علی بن بابویه قمی مربوط به دوره صفوی است و در قم، شرق خیابان ارم، کوچه ابن بابویه، مقابل قبرستان شیخان واقع شده و این اثر در تاریخ ۱۸ اردیبهشت ۱۳۸۰ با شمارهٔ ثبت ۳۷۸۶ به‌عنوان یکی از آثار ملی ایران به ثبت رسیده است.